# Bank Negara Malaysia
Bank Negara Malaysia (BNM, literalmente Banco Nacional de Malasia, oficialmente Banco Central de Malasia) es el banco central de Malasia. Fundado el 26 de enero de 1959 como Bank Negara Malaya, su principal objetivo es emitir moneda, actuar como prestamista y consultor del Gobierno de Malasia y regular la situación crediticia del país. Su sede central se encuentra en Kuala Lumpur, capital federal de Malasia.

## Fijación del Ringgit y reservas
En 1998, Bank Negara fijó el ringgit malayo con una paridad de 3.80 sobre un dólar estadounidense tras haber sufrido el ringiit una depreciación considerable durante la crisis financiera asiática de finales de los años noventa. En julio de 2005, el banco central abandonó el régimen de tipo de cambio fijo, apostando por un sistema de cambio flotante controlado solo una hora después de que China hiciera flotar su propia moneda. Esto provocó automáticamente una fuga de capitales de más de 10.000 millones de dólares. Las reservas internacionales del Bank Negara aumentaron en 24.000 millones de dólares en el año que fue desde julio de 2004 hasta julio de 2005. Durante este período.
| 31 de julio de 2004     | USD 54 billones americanos  |
| 31 de diciembre de 2004 | USD 66 billones americanos  |
| 31 de julio de 2005     | USD 78 billones americanos  |
| 31 de marzo de 2007     | USD 88 billones americanos  |
| 31 de julio de 2007     | USD 99 billones americanos  |
| 31 de diciembre de 2007 | USD 101 billones americanos |
| 31 de marzo de 2008     | USD 120 billones americanos |
| 30 de diciembre de 2008 | USD 92 billones americanos  |

## Gobernadores del Bank Negara
| Governor                                        | Año                                      |
| ----------------------------------------------- | ---------------------------------------- |
| Tan Sri W H Wilcock                             | Enero de 1959 - julio de 1962            |
| Tun Ismail bin Mohamed Ali                      | Julio de 1962 - julio de 1980            |
| Tan Sri Abdul Aziz bin Taha                     | Julio de 1980 - junio de 1985            |
| Tan Sri Dato' Jaffar bin Hussein                | Junio de 1985 - mayo de 1994             |
| Tan Sri Dato' Ahmad bin Mohd Don                | Mayo de 1994 - agosto de 1998            |
| Tan Sri Dato' Seri Ali Abul Hassan bin Sulaiman | Septiembre de 1998 - abril de 2000       |
| Tan Sri Dato' Sri Dr. Zeti Akhtar Aziz          | Mayo de 2000 - 31 de abril de 2016       |
| Datuk Muhammad bin Ibrahim                      | 1 de mayo de 2016 – 1 de julio de 2018   |
| Nor Shamsiah Mohd Yunus                         | 1 de julio de 2018 – 30 de junio de 2023 |